# Art Blakey
Arthur "Art" Blakey, född 11 oktober 1919 i Pittsburgh, Pennsylvania, död 16 oktober 1990 i New York i New York, var en amerikansk jazztrumslagare. Han ledde jazzgruppen The Jazz Messengers. 
Blakey hade som ung trummis den legendariske Chick Webb som mentor och lärare. Blakey spelade tillsammans med ett stort antal välkända jazzmusiker, bland andra Charlie Parker, Clifford Brown, Dizzy Gillespie, Sarah Vaughan, Wayne Shorter, Hank Mobley och Cannonball Adderley.

## Diskografi
- 1953 – Art Blakey & the Jazz Messengers (Birdland)
- 1954 – A Night at Birdland Vol. 1 (Blue Note)
- 1954 – A Night at Birdland Vol. 2 (Blue Note)
- 1954 – A Night at Birdland Vol. 3 (Blue Note)
- 1954 – Blakey with the Jazz Messengers (EmArcy)
- 1954 – Jazz Messages (Jazztone)
- 1955 – At the Cafe Bohemia, Vol. 1 (Blue Note)
- 1955 – At the Cafe Bohemia, Vol. 2 (Blue Note)
- 1956 – Art Blakey with the Original Jazz Messengers (Columbia)
- 1956 – Drum Suite (Columbia)
- 1956 – Hard Bop (Columbia)
- 1956 – Hard Drive (Bethlehem)
- 1956 – Originally (Columbia)
- 1956 – Sessions Live: Art Blakey and the Jazz Messengers (Calliope)
- 1957 – A Night in Tunisia (RCA/Bluebird)
- 1957 – Art Blakey & His Rhythm (Columbia)
- 1957 – Art Blakey & the Jazz Messengers (Bethlehem)
- 1957 – Art Blakey & the Jazz Messengers Live (Calliope)
- 1957 – Art Blakey Big Band (Bethlehem)
- 1957 – Art Blakey/John Handy: Messages (Roulette)
- 1957 – Cu-Bop (Jubilee)
- 1957 – Dawn on the Desert (Jubilee)
- 1957 – Jazz Messengers Play Lerner and Loewe (VIK)
- 1957 – Midnight Session (Savoy)
- 1957 – Mirage (Savoy)
- 1957 – Once Upon a Groove (Blue Note)
- 1957 – Orgy in Rhythm, Vol. 1 (Blue Note)
- 1957 – Orgy in Rhythm, Vol. 2 (Blue Note)
- 1957 – Reflections on Buhania (Elektra)
- 1957 – Ritual: The Modern Jazz Messengers (Blue Note)
- 1957 – Second Edition 1957 (Bluebird/RCA)
- 1957 – Theory of Art (Bluebird/RCA)
- 1958 – 1958: Paris Olympia (Fontana)
- 1958 – Art Blakey's Jazz Messengers with Thelonious Monk (Atlantic)
- 1958 – Au Club Saint-Germain, Vols. 1-3 (RCA)
- 1958 – Des Femmes Disparaissent (Fontana)
- 1958 – Drums Around the Corner (Blue Note)
- 1958 – Holiday for Skins, Vol. 1 (Blue Note)
- 1958 – Holiday for Skins, Vol. 2 (Blue Note)
- 1958 – Live in Holland (Bandstand)
- 1958 – Moanin' (Blue Note)
- 1958 – Olympia Concert: Art Blakey's Jazz Messengers (Universal)
- 1958 – Paris 1958 (Bluebird/RCA)
- 1959 – Africaine (Blue Note)
- 1959 – At the Jazz Corner of the World Vol. 1 (Blue Note)
- 1959 – At the Jazz Corner of the World Vol. 2 (Blue Note)
- 1959 – Les Liaisons Dangereuses (Polygram)
- 1959 – Live in Copenhagen (Royal)
- 1959 – Live in Stockholm (Dragon)
- 1959 – Paris Concert: Art Blakey and the Jazz Messengers (Portrait)
- 1959 – Paris Jam Session (EmArcy)
- 1960 – A Night in Tunisia (Blue Note)
- 1960 – Lausanne 1960, Pt. 1 (TCB)
- 1960 – Like Someone in Love (Blue Note)
- 1960 – Live in Stockholm (Dragon)
- 1960 – Meet You at the Jazz Corner of the World, Vol. 1 (Blue Note)
- 1960 – Meet You at the Jazz Corner of the World, Vol. 2 (Blue Note)
- 1960 – Swiss Radio Days Jazz Series, Vol. 6: Lausanne 1960, 2nd Set (TCB)
- 1960 – The Big Beat (Blue Note)
- 1961 – A Day with Art Blakey and the Jazz Messengers, Vol. 1 & 2 (Eastwind)
- 1961 – A Jazz Hour with Art Blakey's Jazz Messengers: Blues March (Movieplay)
- 1961 – Art Blakey!!!!! Jazz Messengers!!!!! (Impulse!)
- 1961 – Live: Olympia 5-13-61, Pt. 1 (Trema)
- 1961 – Live: Olympia 5-13-61, Pt. 2 (Trema)
- 1961 – Live: Olympia 5-13-61, Pt. 3 (Trema)
- 1961 – Mosaic (Blue Note)
- 1961 – Paris Jazz Concert (RTÉ)
- 1961 – Pisces (Blue Note)
- 1961 – Roots & Herbs (Blue Note)
- 1961 – The Freedom Rider (Blue Note)
- 1961 – The Witch Doctor (Blue Note)
- 1962 – The African Beat (Blue Note)
- 1962 – Thermo (Milestone)
- 1962 – Three Blind Mice (Blue Note)
- 1963 – Buhaina's Delight (Blue Note)
- 1963 – Caravan (Riverside)
- 1963 – Ugetsu (Riverside)
- 1964 – A Jazz Message (Impulse!)
- 1964 – Blues Bag (Affinity)
- 1964 – Free for All (Blue Note)
- 1964 – Indestructible (Blue Note)
- 1964 – Kyoto (Riverside)
- 1964 – 'S Make It (Limelight)
- 1964 – Selections from the Film: Golden Boy (Colpix)
- 1965 – Soul Finger (Limelight)
- 1966 – Buttercorn Lady (Limelight)
- 1966 – Hold On, I'm Coming (Limelight)
- 1966 – Tough! (Cadet)
- 1968 – Art Blakey Live! (Trip)
- 1970 – Art Blakey & the Jazz Messengers (Catalyst)
- 1971 – For Minors Only (WestWind)
- 1973 – Anthenagin (Prestige)
- 1973 – Buhaina (Prestige)
- 1976 – Backgammon (Roulette)
- 1976 – Percussion Discussion (MCA)
- 1977 – Gypsy Folk Tales (Roulette)
- 1977 – In My Prime, Vol. 1  (Timeless)
- 1978 – In This Korner (Concord Jazz)
- 1978 – Live Messengers (inspelad 1954, 1961, 1962) (Blue Note)
- 1978 – Reflections in Blue (Timeless)
- 1979 – A Night in Tunisia (1979) (Polygram)
- 1979 – One by One (Palcoscenico)
- 1980 – Art Blakey in Sweden (Evidence)
- 1980 – Jazzbuhne Berlin '80 (Repertoire)
- 1980 – Live (Kingdom Jazz)
- 1980 – Live at Montreux and Northsea (Timeless)
- 1981 – Album of the Year (Timeless)
- 1981 – Killer Joe: Art Blakey & George Kawaguchi (Storyville)
- 1981 – Straight Ahead (Concord Jazz)
- 1982 – Art Blakey & the All Star Messengers (RCA)
- 1982 – Keystone 3 (Concord Jazz)
- 1982 – Oh, by the Way (Timeless)
- 1983 – Aurex Jazz Festival '83 (East World)
- 1984 – New York Scene (Concord Jazz)
- 1984 – Super Live (Baystate)
- 1985 – Blue Night (Timeless)
- 1985 – Buhaina: The Continuing Message (Affinity)
- 1985 – Dr. Jeckyl (Evidence)
- 1985 – Farewell (Paddle Wheel)
- 1985 – Hard Champion (Evidence)
- 1985 – Live at Kimball's (Concord Jazz)
- 1985 – Live at Ronnie Scott's (DRG)
- 1985 – Live at Sweet Basil (GNP)
- 1985 – New Year's Eve at Sweet Basil (Evidence)
- 1986 – Feeling Good (Delos)
- 1988 – I Get a Kick out of Bu (Soul Note)
- 1988 – Not Yet (Soul Note)
- 1988 – Standards (Paddle Wheel)
- 1989 – Feel the Wind (Timeless)
- 1989 – The Art of Jazz: Live in Leverkusen (In + Out)
- 1990 – Chippin' In (Timeless)
- 1990 – One for All (A&M)

## Filmografi
- 1983 – Jazz at the Smithsonian
- 1986 – At Ronnie Scott's London (Video)
- 1995 – The Jazz Messenger (Video/DVD)
- 1998 – Art Blakey's Jazz Messengers
- 2001 – Jazz Life, Vol. 2
- 2003 – Modern Jazz at the Village Vanguard
- 2003 – Live from Ronnie Scott's (DVD)
- 2003 – Live at the Smithsonian
- 2004 – Live at Village Vanguard